# Концедалов Олексій Ігорович
Олексій Ігорович Концедалов (рос. Алексей Игоревич Концедалов; нар. 24 липня 1990, Валуйки, Бєлгородська область, РРФСР) — російський футболіст, захисник фейкового кримського клубу «Кизилташ».

## Життєпис
Вихованець Волгоградського УОР. У 2006—2007 році грав за дубль «Ростова», а потім разом із групою молодих футболістів перейшов до «Москви», де в 2008—2009 грав за дубль. У 2010 році взяв участь у російській Прем'єр-лізі, провів два матчі за «Крила Рад». Дебютував у матчі з казанським «Рубіном» 9 липня 2010 року. Другий матч за основний склад «Крил» провів 19 липня 2010 року в Самарі проти ЦСКА. Загалом провів за самарський дубль 12 матчів.
У міжсезоння перебував на перегляді в московському «Торпедо» і навіть брав участь у зборах, але контракт із московським клубом не був підписаний і навесні 2011 року Олексій Концедалов був заявлений «Крилами».
У червні 2017 року підписав контракт із курским «Авангардом».
У серпні 2021 року підписав контракт з фейковим бахчисарайським «Кизилташем».

## Особисте життя
Брат, Роман Концедалов, також професіональний футболіст.

## Статистика виступів
Станом на 1 червня 2012
| Клуб                 | Дивізіон          | Сезон             | Ліга  | Ліга | Кубок | Кубок | Єврокубок | Єврокубок | Загалом | Загалом |
| Клуб                 | Дивізіон          | Сезон             | Матчі | Голи | Матчі | Голи  | Матчі     | Голи      | Матчі   | Голи    |
| -------------------- | ----------------- | ----------------- | ----- | ---- | ----- | ----- | --------- | --------- | ------- | ------- |
| «Крила Рад» (Самара) | Д1                | 2010              | 2     | 0    | 0     | 0     | —         | —         | 2       | 0       |
| «Крила Рад» (Самара) | Д1                | 2011–12           | 18    | 0    | 0     | 0     | —         | —         | 18      | 0       |
| «Крила Рад» (Самара) | Д1                | 2012–13           | 0     | 0    | 0     | 0     | —         | —         | 0       | 0       |
| «Крила Рад» (Самара) | Загалом           | Загалом           | 20    | 0    | 0     | 0     | 0         | 0         | 20      | 0       |
| Усього за кар'єру    | Усього за кар'єру | Усього за кар'єру | 20    | 0    | 0     | 0     | 0         | 0         | 20      | 0       |